# Darling Scarp
De Darling Scarp, ook wel de Darling Range genoemd, is een geologische cuesta in West-Australië. Ze loopt van Bindoon in het noorden tot voorbij Pemberton in het zuiden en ligt ten oosten van de kustvlakte van de Swan. Het aangrenzende Darling Plateau loopt oostwaarts verder tot en met Mount Bakewell bij York en Mount Saddleback bij Boddington. Het werd genoemd naar luitenant-generaal Ralph Darling, een gouverneur van New South Wales. De cuesta heeft een gemiddelde hoogte van 250 à 300 meter en het hoogste punt is Mount Cook met 582 meter.

## Geschiedenis
De cuesta werd voor het eerst door Charles Fraser in maart 1827 vermeld als de General Darling Range. Charles Fraser was toen botanicus op het schip HMS Succes onder bevel van kapitein James Stirling. Kaarten uit de jaren 1830 noemen de cuesta General Darling's Range. Dit werd later de Darling Range. De naam werd gebruikt tot het einde van de 20e eeuw. Toen ging men inzien dat het een cuesta betrof en geen gebergte, en werd de Darling Range de Darling Scarp genoemd. Het oostelijke gedeelte van de Darling Scarp wordt ook wel de Perth Hills genoemd.
'Ensign' Robert Dale uit de kolonie aan de rivier de Swan trok in de jaren 1830 de Darling Range over. Hij vertrok nabij Guildford en trok langs Greenmount Hill tot in de vallei van de Helena. Hij ontdekte ook de vallei van de Avon.

## Geologie
De Darling Scarp is een gevolg van de Darling Fault (breuk). De breuk is een grote oude geologische discontinuïteit die het Yilgarn Craton uit het Archeïcum in het oosten scheidt van het jongere Pinjarra Orogen en over het Perth Basin uit het Fanerozoïcum in het westen ligt. De Darling Fault is vanuit de ruimte meer dan 1000 kilometer zichtbaar, van het gebied ten oosten van Shark Bay tot de zuidkust van West-Australië ten oosten van Albany. De ligging van de cuesta moet ooit overeengekomen hebben met die van de breuk maar door erosie ligt de cuesta tegenwoordig 15 kilometer meer naar het oosten. De originele ligging wordt op sommige plaatsen aangegeven door een ongewone landvorm die de Ridge Hill Shelf wordt genoemd.
De granieten en gneisen gesteenten van het Yilgarn Craton uit het Archeïcum vormen de bovenlaag van de Perth Hills en kunnen aanschouwd worden daar waar de bermen van wegen taluds vormen, bijvoorbeeld in de regio rond de Mundaring Weir. De enige blootgestelde gesteenten van het Perth Basin ten westen van de breuk stammen uit het Cenozoïcum. Ze bestaan uit materialen als kalksteen, travertijn en duinzand. Ze omvatten ook zandduinen uit het Pleistoceen, gevormd tijdens de laatste ijstijd.
Het Yilgarn Craton maakt deel uit van het Western Plateau dat ook wel het Australian Shield genoemd wordt.

## Ruimtelijke ordening

### Dammen
In de vroege 20e eeuw werden in de meeste waterwegen die uit de cuesta stromen dammen aangelegd om Perth en omstreken van drinkwater te voorzien. Enkele dammen in de Darling Scarp :
- Mundaring Weir (in de Helena)
- Serpentine Dam en Pipehead Dam (in de Serpentine)
- Wungong Dam
- Churchman's Brook Dam
- North Dandalup Dam
- South Dandalup Dam
- Canning Dam

De enige waterwegen die zonder menselijke obstructies de Darling Scarp uitstromen zijn Dirk Brook en de Murray. De cuesta begrenst de aquifers, zoals de Yarragadee Aquifer, die aanwezig zijn in de ondergrond van de Perth Basin. De cuesta scheidt het zoute grondwater uit het Yilgarn Craton van het zoetwater in de Perth Basin. Sommige reservoirs langs de cuesta zijn vervuild door  wegsijpelend zoutwater uit het graniet naar de bodem van het reservoirs aan de dammen. De reservoirs dienen periodiek gespoeld te worden om de waterkwaliteit te behouden.

### Steengroeves

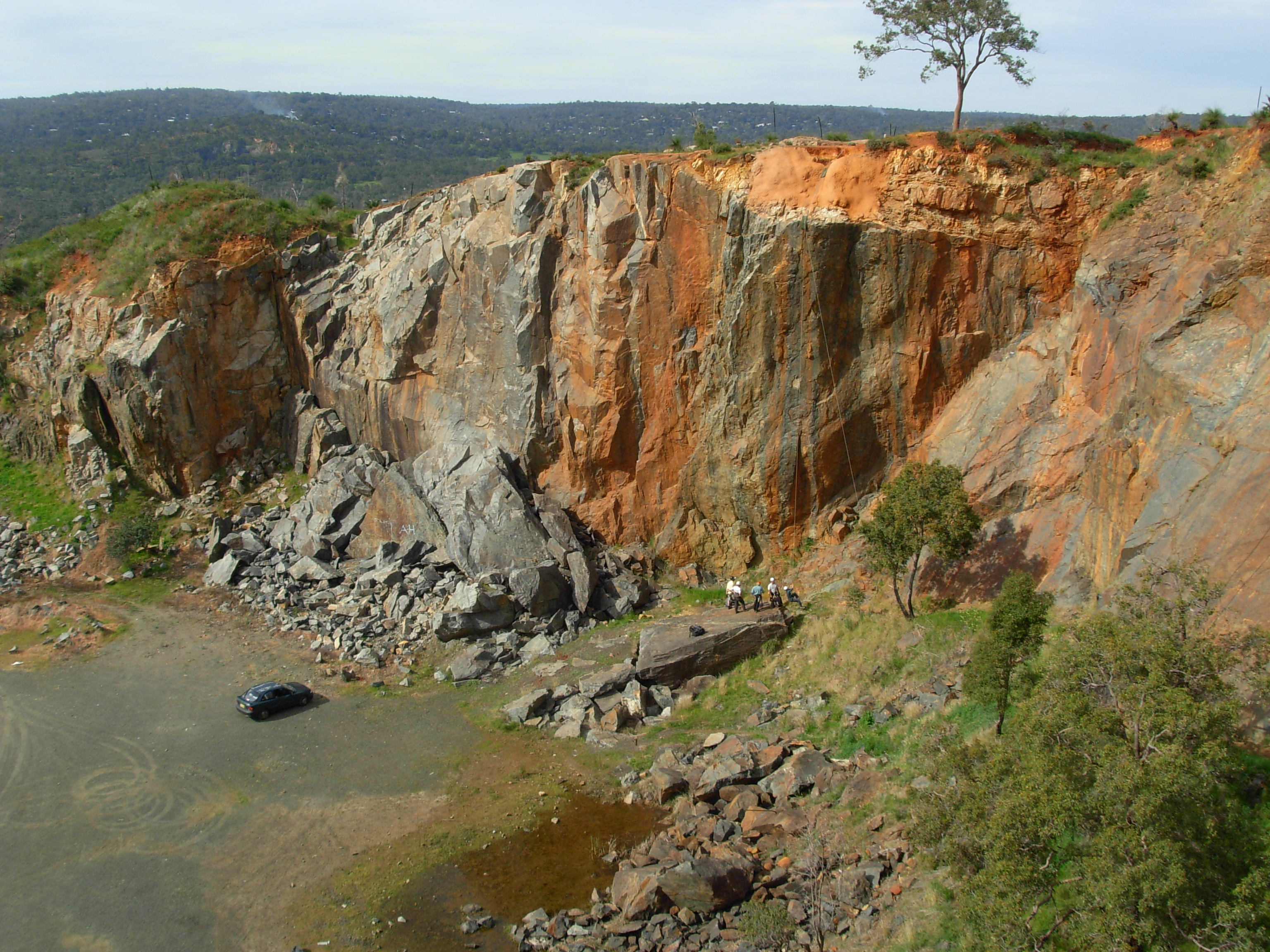
Statham's Quarry

Van het begin van de 20e eeuw tot midden de 20e eeuw lagen er verschillende actieve steengroeven langs de grens van de cuesta. Deze steengroeven hadden zowel een ecologische als een esthetische impact op de omgeving. In het gebied waar de Helenarivier de cuesta verlaat en in de kustvlakte uitkomt zijn nog vier steengroeven zichtbaar. Ze worden als rotsklimlocaties gebruikt.
Enkele historische steengroeven:
- Bluestone Quarry, vanaf de jaren 1850 bekend als de Greenmount Quarry in bedrijf tot in de jaren 1920
- Mountain Quarry, ten zuiden van Greenmount Hill, in bedrijf tot 1963
- Byford brickworks (State Brickworks), in bedrijf van het begin van de 20e eeuw tot rond de Tweede Wereldoorlog
- Fremantle Harbour Works Quarry, later bekend als de Public Works Quarry, nu het Amphitheatre van Darlington, in bedrijf jaren 1900 - 1930.
- Statham's Quarry, aan de Gooseberry Hill
- Armadale brickworks (State Brickworks), aan de Bedfordale Hill

### Bauxietmijnbouw
De sinds 1976 in bedrijf zijnde Huntlymijn nabij Dwellingup is de op een na grootste bauxietmijn ter wereld. Samen met de Willowdalemijn levert de Huntlymijn erts aan de aluminiumraffinaderijen in Pinjarra en Kiwana. Reeds van in de jaren 1960 waren er protesten tegen mijn- en bosbouw en voor het behoud van de jarrahbossen.

### Spoorwegen

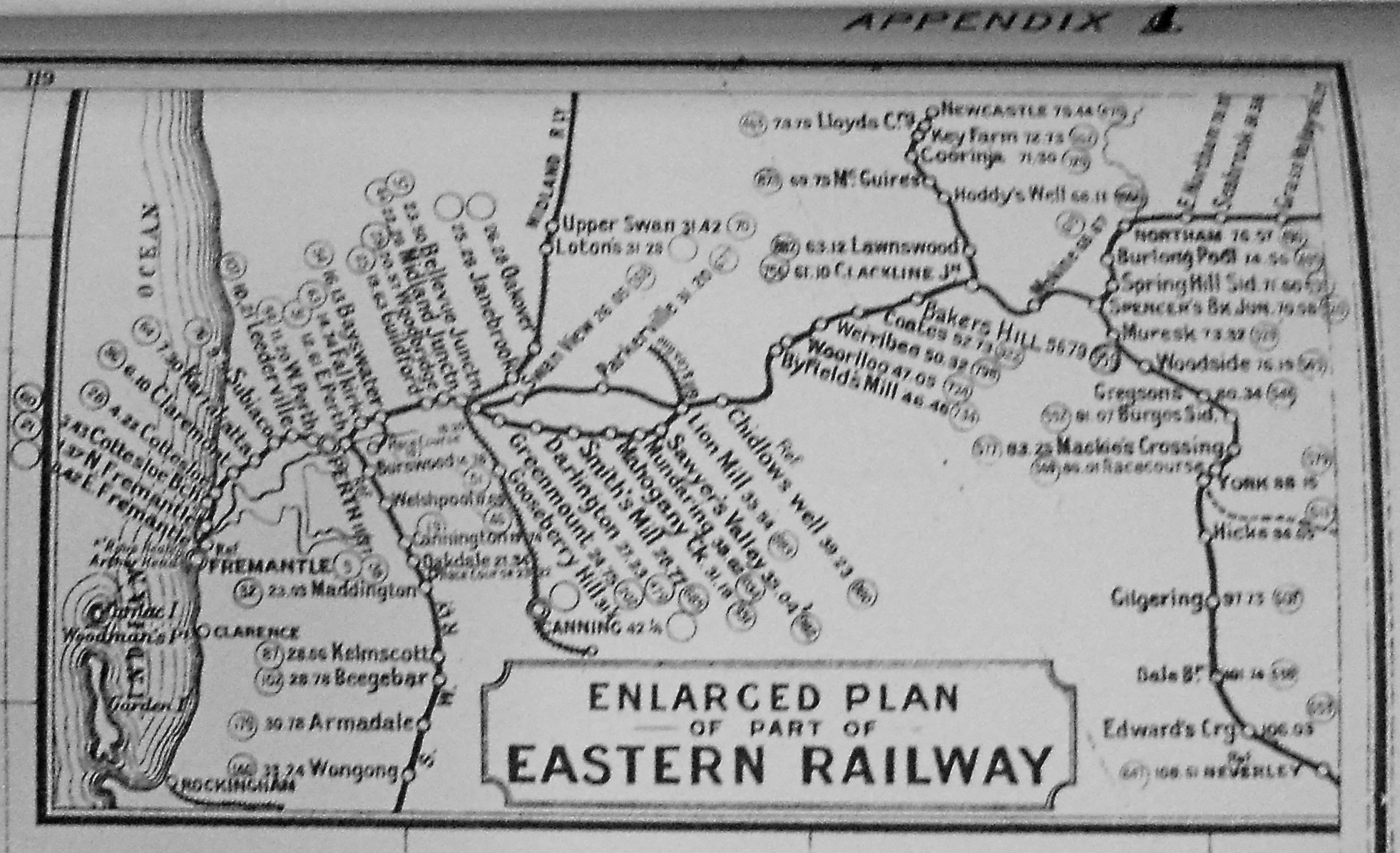
Eastern Railway 1897

Er ontwikkelden zich drie hoofdspoorlijnen in de Darling Scarp in een periode van 80 jaar :
- De Eastern Railway werd in de jaren 1880 aangelegd. De eerste route liep door Greenmount. Drie hierboven vermelde steengroeven maakten er gebruik van. De tweede route die in de jaren 1890 werd gebouwd liep door de Swan View Tunnel en John Forrest National Park. De derde route uit de jaren 1960 gaat door de vallei van de Avon.[11]
- De Kalamunda Zig Zag maakte deel uit van de Upper Darling Range Railway en liep de steile zuidelijke zijde op tot de ingang van de Helenavallei.[12]
- De lijnen van Millars Karri and Jarrah Forests Limited.[13]

### Perth's voorsteden en randgemeenten
Perth's voorsteden en randgemeenten die op de westelijke rand van de Darling Scarp liggen bieden uitzicht op de Swan Coastal Plain. Naar de randgemeenten rond Kalamunda en Midland wordt dikwijls verwezen als de Perth Hills.
| Bij Midland   | Bij Kalamunda   | Bij Armadale |
| ------------- | --------------- | ------------ |
| Stratton      | Carmel          | Martin       |
| Swan View     | Gooseberry Hill | Roleystone   |
| Greenmount    | Lesmurdie       | Karragullen  |
| Darlington    | Walliston       | Bedfordale   |
| Boya          | Bickley         | Jarrahdale   |
| Helena Valley | Pickering Brook | Wungong      |

## Natuurbehoud

### Wortelrot en bosbranden
Sinds het einde van de 20e eeuw tast wortelrot grote delen van de (voornamelijk jarrah) bossen aan in de Darling Scarp. Enkel het verbod op voertuigen lijkt de verspreiding te vertragen. In Australië staat de plantenziekte bekend als "Dieback".
In 2005 raasde een grote bosbrand door de noordelijke jarrahbossen. Sindsdien heeft de overheid het aantal gecontroleerde branden vermeerderd om de aangroei van brandbaar materiaal in de Darling Scarp tegen te gaan. In het begin van de 21e eeuw hebben er in Greenmount National Park en John Forrest National Park verscheidene bosbranden plaats gevonden die opzettelijk werden aangestoken.

### Darling Range Regional Park
Een netwerk van reserve kroonland en bestaande parken in de cuesta werden aan elkaar gelinkt tot een regionaal park om de natuur in de cuesta beter te kunnen beheren en in stand houden. In de meeste gevallen hadden de parken en bossen individuele namen alvorens ze in de jaren 1990 in het Darling Range Regional Park werden opgenomen, bijvoorbeeld  het Serpentine National Park, John Forrest National Park of het Greenmount National Park. Sommige bossen waren enkel gekend als State Forest, bijvoorbeeld State Forest No.42.
In 2004 werd een deel van het Darling Range Regional Park terug opgedeeld en werden 5 parken ondergebracht in de Parks of Perth Hills. Vanaf 2005 veranderde de naam in Parks of the Darling Range. In 2008 kregen de parken aboriginesnamen.
- Beelu National Park (vroeger Mundaring National Park)
- Korung National Park (vroeger Pickering Brook National Park)
- Midgegoroo National Park (vroeger Canning National Park)
- Banyowla Regional Park (vroeger Kelmscott-Martin Regional Park)
- Mundy Regional Park (vroeger Kalamunda Regional Park)
- Wooroloo Regional Park (vroeger Chidlow Regional Park)
- Wungong Regional Park

## Hoogste punten
- Mount Cooke, met een hoogte van 582 m
- Mount Dale, met een hoogte van 546 m